# Емине (защитена зона)
Емине е защитена зона от Натура 2000 по директивата за опазване на дивите птици. Обхваща най-източните части на Стара планина от село Паницово на запад до нос Емине на изток. Заема площ от 66 750,5 ha.

## Граници
На север се простира до долината на река Двойница, а на юг достига до селищата Ахелой и Каблешково, като обхваща и северната част на Бургаския залив.

## Флора
В района преобладават тревни съобщества от белизма, луковична ливадина и други. На места по склоновете и овразите са разпръснати храсти предимно от драка, както и вторични гори от дъб. Планинската част е покрита предимно с широколистни гори. В равнинната част преобладават селскостопанските земи с отделни части от естествена растителност и малки влажни зони. Около 26% от площта на мястото е заета от плитките води на северната част на Бургаския залив.

## Фауна
На територията на защитената зона са установени 218 вида птици, от които 91 са включени в Червената книга на България. Защитената зона е важна за опазването на малкия креслив орел. Защитената зона е разположена на прелетния път Виа Понтика. Крайбрежните скали и акваторията на Емине са едни от малкото места в България, където постоянно се среща средиземноморският буревестник. Срещат се голям маслинов присмехулник, горска чучулига, полубеловрата мухоловка, среден пъстър кълвач, синявица, малък креслив орел, късопръст ястреб, черногърбо каменарче, речна рибарка и белочела рибарка. През зимата в крайбрежните морски води се концентрират значими количества черногуши гмуркачи, кафявоглави потапници и други водолюбиви птици.